# Saremo film
Saremo film è un film del 2006 diretto da Ludovica Marineo.
È stato presentato alla prima edizione di Cinema. Festa internazionale di Roma nella sezione Serate italiane.